# Infernal Affairs (album)
Infernal Affairs è il primo album in studio del gruppo musicale danese Infernal, pubblicato nel 1998.

## Tracce
1. Sorti de L'enfer – 6:22
2. Voodoo Cowboy – 4:25
3. Kalinka – 5:47
4. L'amour est Interdit – 3:23
5. Destruction – 5:14
6. Your Crown – 5:12
7. Disc Jockey Polka – 4:28
8. Highland Fling – 6:10
9. Hammond Prince – 4:52
10. Loch Ness – 4:55